# جيمي غالاغر
جيمس ج. غالاغر (بالإنجليزية: James J. Gallagher) الشهير باسم جيمي غالاغر (بالإنجليزية: Jimmy Gallagher) (7 يونيو 1901 في كيركينتيلوتش، الولايات المتحدة – 7 أكتوبر 1971 في كليفلاند ، الولايات المتحدة) لاعب كرة قدم أمريكي راحل كان يجيد اللعب في خط الوسط . مثل منتخب الولايات المتحدة في بطولتي كأس عالم الأولى في 1930 التي أقيمت في الأوروغواي والثانية في 1934 التي أقيمت في إيطاليا .

## وصلات خارجية
- جيمي غالاغر على موقع الاتحاد الدولي (مؤرشف)  (الإنجليزية)
- جيمي غالاغر على موقع قاعدة بيانات كرة القدم.إي يو (الإنجليزية)
- جيمي غالاغر على موقع ناشيونال فوتبول تيمز (الإنجليزية)
- جيمي غالاغر على موقع Soccerway.com (الإنجليزية)
- جيمي غالاغر على موقع عالم كرة القدم.نت (الإنجليزية)

- هذا متحف كرة القدم